# Robert Shea
Robert Joseph Shea (Nueva York, 14 de febrero de 1933 - Chicago, 10 de marzo de 1994) fue un novelista y periodista estadounidense.
Es conocido por ser coautor, junto con Robert Anton Wilson, de la trilogía de fantasía Illuminatus!. Con ella ganó en 1986 el Premio Prometheus en la categoría Hall of Fame. 

## Biografía
Shea estudió en el Manhattan College de Nueva York, y en la Universidad Rutgers. 
Trabajó como editor en diversas publicaciones, incluida la revista para adultos Playboy. Allí fue donde conoció, en los años sesenta, a Robert Anton Wilson. 
A partir de ese momento se dedicó a escribir novelas, principalmente de ciencia ficción y de acción histórica, siempre en escenarios exóticos. 
Cabe destacar de estas últimas "El sarraceno", "Los trovadores" y "Shiké:samuráis, dragones y zinjas".